# ما را ببخشید
ما را ببخشید (به انگلیسی: Pardon Us) نام فیلمی کمدی به کارگردانی جیمز پروت و با شرکت استن لورل، اولیور هاردی، چارلز اِی. باکمن و ویلفرد لوکاس محصول ۱۹۳۱ آمریکا و به تهیه‌کنندگی هال روچ است. آهنگساز این فیلم لروی شیلد است.

## داستان فیلم
لورل و هاردی وارد تجارت تولید و فروش مشروبات الکلی می‌شوند ولی به سرعت دستگیر می‌شوند. در زندان وقایع زیادی انتظار آن‌ها می‌کشد خصوصاً که دندان استن خراب است و صدا می‌دهد.